# Stefania scalae
A Stefania scalae a kétéltűek (Amphibia) osztályába, a békák (Anura) rendjébe és a Hemiphractidae családba tartozó faj.

## Előfordulása
A faj Guyanában, Venezuelában és valószínűleg Brazíliában él. Természetes élőhelye a szubtrópusi vagy trópusi nedves hegyvidéki erdők, folyók, sziklás területek.